# Hadem
Hadem ist ein Stadtteil von Hilchenbach im Kreis Siegen-Wittgenstein, Nordrhein-Westfalen.

## Lage
Der Ort liegt im Rothaargebirge östlich von Hilchenbach. Die Bebauung beider Dörfer geht ineinander über.

## Geschichte
Der Ort wird 1417 erstmals urkundlich erwähnt.
Bis zur kommunalen Neugliederung am 1. Januar 1969 gehörte der Ort dem Amt Keppel an.

## Museum
In Hadem gibt es das kleine, privat geführte Landwirtschaftsmuseum Hadem. Es zeigt landwirtschaftliche Gerätschaften, den einstigen Alltag der Hauswirtschaft und des Handwerks sowie einen Kaufmannsladen („Tante-Emma-Laden“).